# Limnologie
La limnologie est la « science des eaux continentales », ce qui la différencie de l'océanographie. On distingue les écosystèmes lentiques (à renouvellement lent), les écosystèmes lotiques (à écoulement rapide) et les zones humides (dont les sols sont saturés d'eau)
Le terme « limnologie » est construit à partir du grec λίμνη / límnē, « marais, lac », et λόγος / lógos, « parole, étude »,. François-Alphonse Forel (1841-1912) en fut le précurseur avec son étude du  Léman.

## Définition
La limnologie est l'écologie appliquée aux eaux continentales. Elle se subdivise en limnologie physique, limnologie chimique et limnologie biologique.  

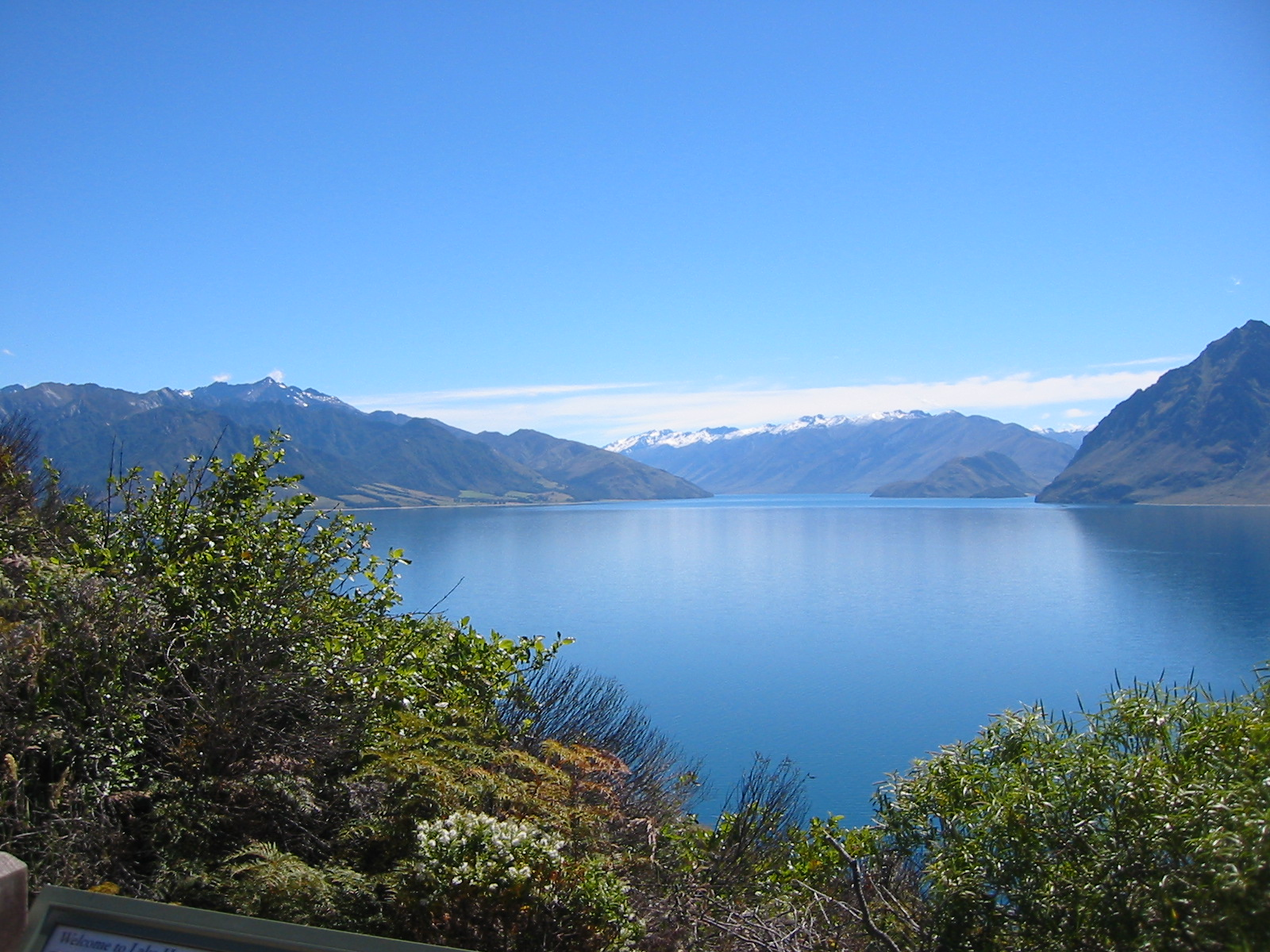
Le lac Hawea (Nouvelle-Zélande)

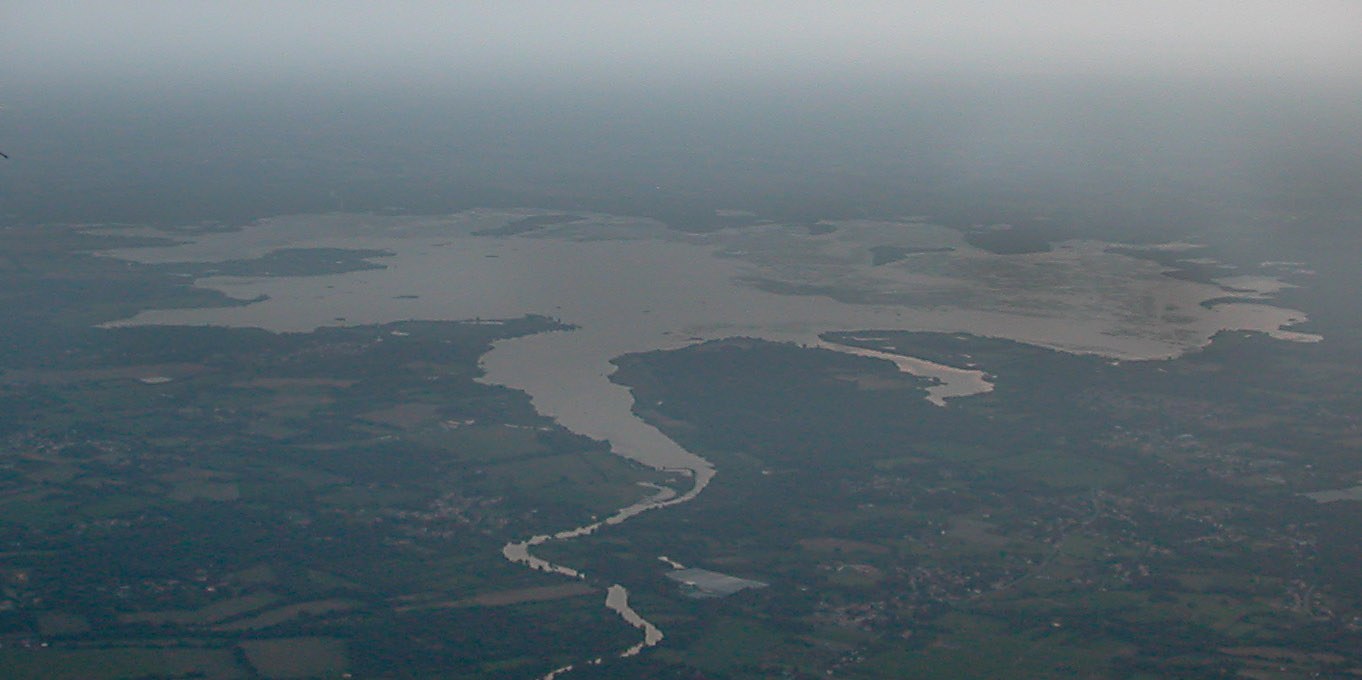
Lac de Grand-Lieu (France), qui fait partie des systèmes lacustres peu profond dits « plans d’eau pelliculaires » (shallow lakes pour les anglophones), réagissant plus fortement et rapidement aux changements environnementaux

L'étude des variations saisonnières de la stratification thermique des eaux est d'un intérêt primordial pour la qualité biologique des milieux. Cela tient en particulier à l’anomalie dilatométrique de l'eau, qui se traduit par une inversion des strates chaudes/froides lorsqu'il gèle à la surface d'un lac ou d'une mer. 
À l'origine la limnologie était définie comme l'« océanographie des lacs » et parfois incorrectement comme « l'écologie des eaux douces ». Elle est parfois classée comme une subdivision de l'hydrologie qui appartient au domaine de la géographie.

## Importance
La convention de Ramsar fait appel à la limnologie pour définir et caractériser les zones humides d'importance internationale.
Certains scientifiques, comme Laurent Touchart et Pascal Bartout ont proposé de considérer au sein de la biosphère, une limnosphère incluant « toutes les eaux dormantes des lacs, étangs, mares et marais, qu’ils soient d’origine naturelle ou artificielle » (sans se limiter donc aux milieux lentiques) et intégrant les valeurs socio-culturelles des zones humides, pour notamment mieux montrer combien la biosphère et la planète sont marquées par les plans d’eau continentaux. 

Comme les autres sphères que sont la stratosphère (concept proposé en 1902 par le Français Léon Teisserenc de Bort), la pédosphère (proposée en 1905 par le Russe Arséni Yarilov (Ярилов, 1904-1905), l'asthénosphère
(proposée en 1914 par le géologue américain Joseph Barrell) et la noosphère, elle est aussi marquée par les effets de l'anthropocène et sera affectée par le dérèglement climatique.

## Organisation de la recherche
Un grand nombre d'universités, instituts scientifiques et laboratoire publics travaillent sur ce thème dans le monde. On peut citer l'Institut limnologique d'Irkoutsk, dont les recherches portent principalement sur le système du lac Baïkal.
Les chercheurs peuvent adhérer à la Société internationale de limnologie (SIL), et en France à l'Association française de limnologie (AFL).